# جوزيف سلفادور مارينو
جوزيف سلفادور مارينو (بالإنجليزية: Joseph Salvador Marino)‏ هو دبلوماسي أمريكي، ولد في 23 يناير 1953 في برمنغهام في الولايات المتحدة.